# 北京地铁16号线
北京地铁16号线连接中国北京市海淀区北安河站至丰台区宛平城站，是北京地铁的一条南北走向的地铁线路，全长48.9千米，设有30座车站，2016年12月31日投入运营。16号线采用8节编组A型列车。标识色为 Pantone 7737C 。
16号线自2013年3月起陆续开工建设，北段19.6公里（北安河-西苑）于2016年12月31日开通（农大南路站于2017年12月30日开通），中段10.9公里（西苑-甘家口）于2020年12月31日开通（苏州街站暂缓开通，二里沟站于2023年3月18日开通），全长1公里的中段剩余段（延长至玉渊潭东门站）于2021年12月31日开通。2022年12月31日，16号线南段开通并延长至榆树庄站（丽泽商务区站于2025年1月19日开通）。
作为16号线剩余段工程的洪泰庄站和宛平城站，以及此前暂缓开通的苏州街站则于2023年12月30日开通。
项目总投资495亿元人民幣，其中通过政府和社会资本合作（PPP）模式引入京港地铁投资150亿元。京港地鐵由港鐵、北京首都創業及北京市基礎設施投資分別持有49%、49%及2%。

## 历史

### 雏形
海淀北部地区自2002年以来长期只有13号线一条轨道交通线路，但未能覆盖百望山以北及以西、居住人口日益密集、地面交通压力渐增的山后地区。为此，海淀区2006年4月曾提出将4号线从龙背村北延至永丰高新技术产业基地的方案，该方案拟新设百旺山站、西北旺站、航天城西站、永丰站，长约8公里，并计划对龙背村车站及停车场的工程设计进行适当调整，此后甚至有沿线村民为获得更多拆迁补偿金而抢建新房。2010年1月，考虑到运营组织、经济效益、客流分布等条件上的不利因素，海淀区放弃了4号线北延的方案，转而考虑将9号线从国家图书馆站经西三环、苏州街、颐和园路、圆明园西路、永丰路、北清路北延至山后温阳路的方案。

### 动工
2010年6月3日，北京东直门机场快速轨道有限公司发布了一系列关于16号线工程设计的招标公告，这些公告显示16号线将途经海淀、西城、丰台三区，在北安河、西北旺、西苑、苏州桥、三里河路北口、小马厂、夏家胡同、富丰桥、晓月苑等地设站。当月24日召开的北京市全市轨道交通建设工作会上，16号线以“海淀山后线”之名被列入力争2010年内动工建设的7条新线之一。同年11月25日，北京市基础设施投资有限公司、北京东直门机场快速轨道有限公司和北京京港地铁有限公司三方在第14届京港洽谈会上正式签署合作协议，开始就16号线采用A型车的方案进行共同研究。
2010年12月28日公布的16号线工程规划设计方案显示，16号线为苏州街站沿苏州街、西三环、三里河路、莲花河西侧路、万寿路南延以及富丰路至丰台区榆树庄的23公里地下线，在苏州街站预留与海淀山后线贯通运营的条件。2011年2月28日，16号线和海淀山后线宣布开工，其中山后线设有高架站7座、地下站6座，16号线设地下站17座。
2012年11月，16号线工程获得国家发改委批复，终点改为宛平城站，原定设在木樨地站与达官营站之间的小马厂站被取消。2013年初，海淀山后线确定与16号线提前同步建设，并被列为16号线二期工程。该年8月，为避开北京大学精密仪器楼，16号线西苑-苏州街段调整线位，不再设海淀桥站，而是改设万泉河桥站。同年12月10日发布的16号线二期第二次环评信息公示显示，所有高架站均已改为地下车站，原高架站上庄路站取消。2014年，16号线使用车辆开始招标，规格均为8辆编组A型车，最终由长客股份和南车四方分别中标一期和二期电动客车采购项目。
2015年4月，16号线承建方北京城市快轨建设有限公司公布的16号线站名中增加了原本并未规划的看丹站，该站于2017年以“16号线29标段”的形式开始兴建。

### 分期投运

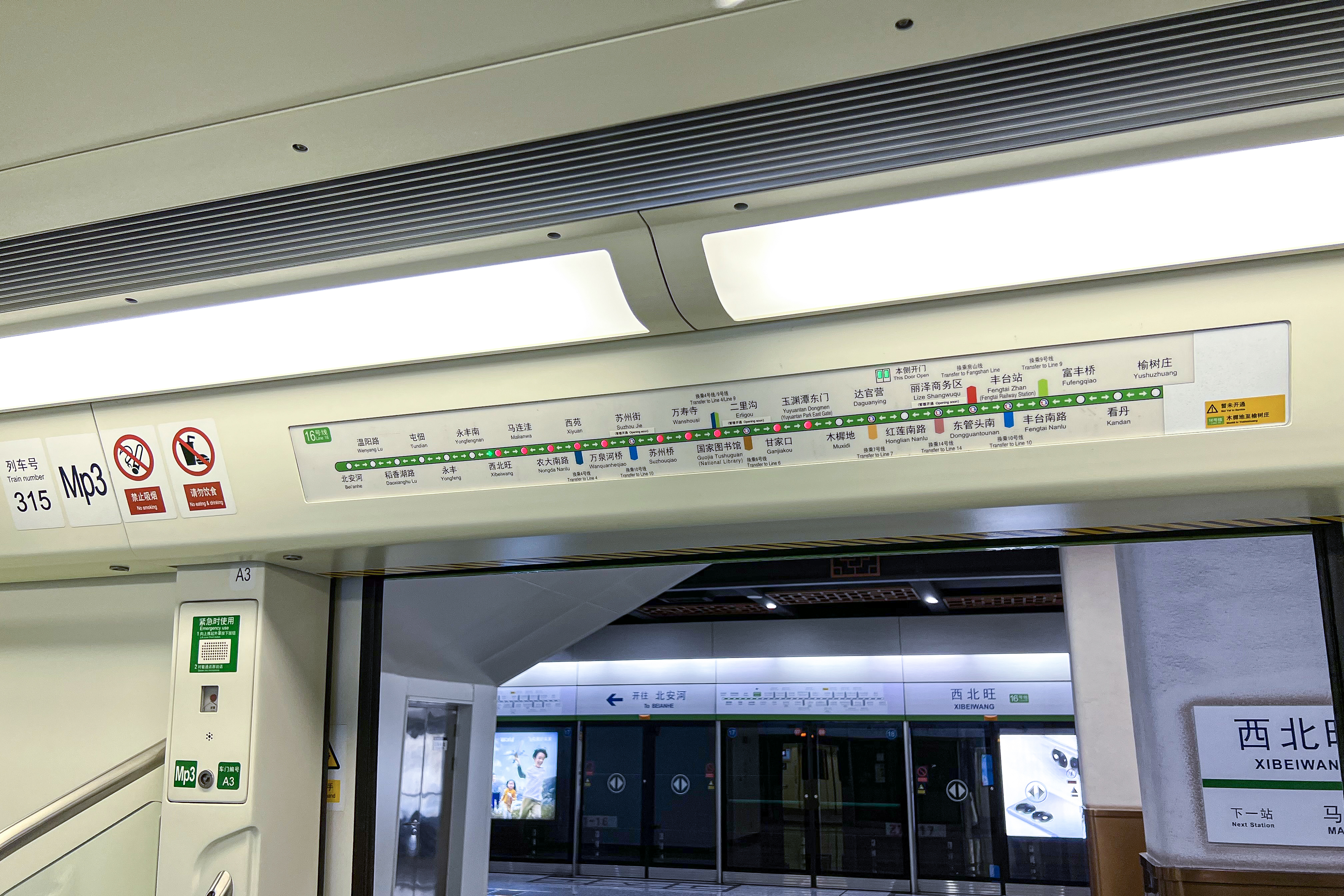
2022年12月初开始陆续更换的16号线客室闪灯图，苏州街站、二里沟站、丽泽商务区站均标注“暂缓开通”，木樨地站则没有标注转乘1号线，洪泰庄及宛平城两站用白色贴纸遮盖

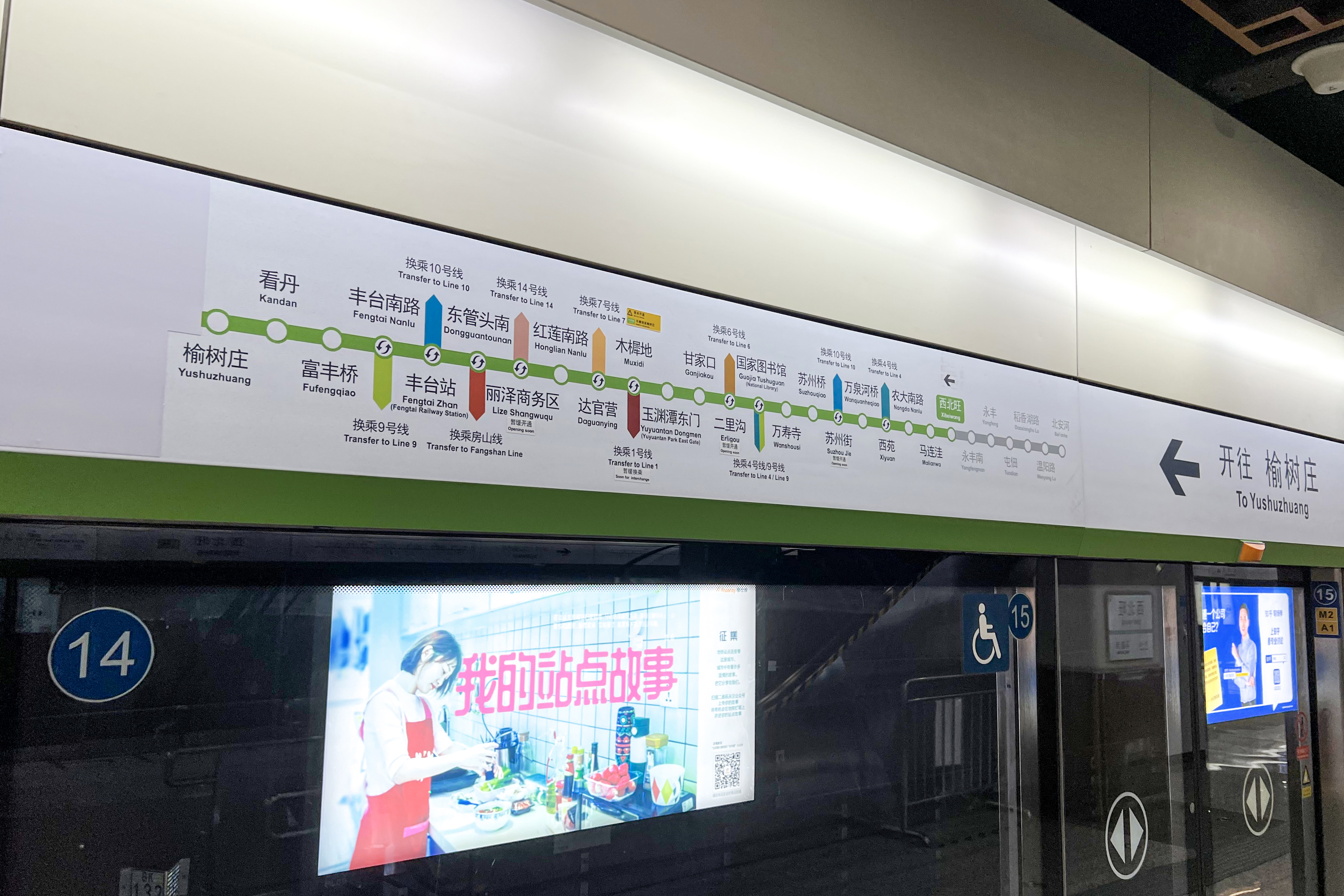
2022年12月26日，西北旺站台已更换的16号线（含南段）线路图，苏州街站、二里沟站、丽泽商务区站均标注“暂缓开通”，木樨地站标注“暂缓换乘”，洪泰庄及宛平城两站用白色贴纸遮盖

2015年2月8日，北京市交通委员会代表北京市政府与北京京港地铁有限公司草签了《北京地铁十六号线项目特许协议》。同年11月28日，双方在第19届北京·香港经济合作研讨洽谈会上正式签署了这一协议。
2016年7月起，16号线车辆陆续运抵北京。同年12月31日，16号线北安河至西苑段（不含农大南路站）9座车站开通运营，农大南路站则延至2017年12月30日开通。2020年12月31日，16号线西苑至甘家口段5座车站开通运营，但仅新增国家图书馆1个换乘站，换乘10号线的苏州街站以及换乘6号线的二里沟站均因施工一体化以及工程进度难题等原因无法开通，列车均不停靠通过。2021年12月31日，16号线南延一个区间至玉渊潭东门站。2022年12月31日，玉渊潭东门至榆树庄段9座车站开通运营，其中丽泽商务区站因配合大兴机场线以及丽泽城市航站楼建设等原因暂缓开通，列车通过不停车；而木樨地站受限于1号线建造时没有预留，换乘通道未建设，只能实施出閘换乘；因苏州街站仍未建成，16号线在丰台站开通后才首次实现与10号线南半环的换乘，同时16号线玉渊潭东门以北各站的北行末班车时间有所推迟，二里沟站因施工进度等问题，未能与南段同步开通。二里沟站最终于2023年3月18日开通，使16号线得以与6号线换乘。
2023年12月18日，京港地铁宣布16号线苏州街站、洪泰庄站、宛平城站将于2023年末开通。同年12月29日，京港地铁确认苏州街站、洪泰庄站、宛平城站将于2023年12月30日开通，16号线由此得以同10号线北半环换乘，而丽泽商务区站直到2025年1月19日才开通，成为16号线开工最早却最晚开通的车站。

## 车站
| 北段   | 北安河 | 0 | 0 | 不適用 | 海淀区 | 2016年12月31日 | 地下岛式站台 | 左侧 | | |
| 北段   | 温阳路 | 2653 | 2653 | 不適用 | 海淀区 | 2016年12月31日 | 地下岛式站台 | 左侧 | | |
| 北段   | 稻香湖路 | 4963 | 2310 | 不適用 | 海淀区 | 2016年12月31日 | 地下岛式站台 | 左侧 | | |
| 北段   | 屯佃 | 7315 | 2352 | 不適用 | 海淀区 | 2016年12月31日 | 地下岛式站台 | 左侧 | | |
| 北段   | 永丰 | 9276 | 1961 | 不適用 | 海淀区 | 2016年12月31日 | 地下岛式站台 | 左侧 | | |
| 北段   | 永丰南 | 10591 | 1315 | 不適用 | 海淀区 | 2016年12月31日 | 地下岛式站台 | 左侧 | | |
| 北段   | 西北旺 | 12699 | 2108 | 不適用 | 海淀区 | 2016年12月31日 | 地下岛式站台 | 左侧 | | |
| 北段   | 马连洼 | 14895 | 2196 | █ 13号线（B） | 海淀区 | 2016年12月31日 | 地下岛式站台 | 左侧 | | |
| 北段   | 农大南路 | 16412 | 1517 | 不適用 | 海淀区 | 2017年12月30日 | 地下岛式站台 | 左侧 | | |
| 北段   | 西苑 | 19102 | 2690 | 4号线 | 海淀区 | 2016年12月31日 | 地下岛式站台 | 左侧 | | |
| 中段   | 万泉河桥 | 21082 | 1980 | 不適用 | 海淀区 | 2020年12月31日 | 地下岛式站台 | 左侧 | | |
| 中段   | 苏州街 | 22568 | 1486 | 10号线 | 海淀区 | 2023年12月30日 | 地下岛式站台 | 左侧 | | |
| 中段   | 苏州桥 | 24065 | 1497 | 12号线 | 海淀区 | 2020年12月31日 | 地下叠落侧式站台 | 左侧（北安河方向） 右侧（宛平城方向） | | |
| 中段   | 万寿寺 | 25675 | 1610 | 7号线 | 海淀区 | 2020年12月31日 | 地下岛式站台 | 左侧 | | |
| 中段   | 国家图书馆 | 27396 | 1721 | 4号线 9号线 房山线（跨线车） | 海淀区 | 2020年12月31日 | 地下岛式站台 | 左侧 | | |
| 中段   | 二里沟 | 28985 | 1589 | 6号线 | 海淀区 西城区 | 2023年3月18日 | 地下侧式站台 | 右侧 | | |
| 中段   | 甘家口 | 30031 | 1046 | 不適用 | 海淀区 西城区 | 2020年12月31日 | 地下岛式站台 | 左侧 | | |
| 中段   | 玉渊潭东门 | 31001 | 970 | 不適用 | 海淀区 西城区 | 2021年12月31日 | 地下岛式站台 | 左侧 | | |
| 南段   | 木樨地 | 31566 | 565 | 1号线（出站換乘）[虚] | 海淀区 | 2022年12月31日 | 地下岛式站台 | 左侧 | | |
| 南段   | 达官营 | 33570 | 2004 | 7号线 | 西城区 | 2022年12月31日 | 地下岛式站台 | 左侧 | | |
| 南段   | 红莲南路 | 35122 | 1552 | 不適用 | 西城区 | 2022年12月31日 | 地下岛式站台 | 左侧 | | |
| 南段   | 丽泽商务区 | 36363 | 1241 | 11号线 14号线 25号线 大兴机场线 | 丰台区 | 2025年1月19日 | 地下岛式站台 | 左侧 | | |
| 南段   | 东管头南 | 38166 | 1803 | 房山线 | 丰台区 | 2022年12月31日 | 地下岛式站台 | 左侧 | | |
| 南段   | 丰台站 | 39960 | 1794 | 10号线 北京丰台站 | 丰台区 | 2022年12月31日 | 地下岛式站台 | 左侧 | | |
| 南段   | 丰台南路 | 41380 | 1420 | 9号线 房山线（跨线车） | 丰台区 | 2022年12月31日 | 地下岛式站台 | 左侧 | | |
| 南段   | 富丰桥 | 42567 | 1187 | 不適用 | 丰台区 | 2022年12月31日 | 地下岛式站台 | 左侧 | | |
| 南段   | 看丹 | 43793 | 1226 | 不適用 | 丰台区 | 2022年12月31日 | 地下岛式站台 | 左侧 | | |
| 南段   | 榆树庄 | 45235 | 1442 | 不適用 | 丰台区 | 2022年12月31日 | 地下侧式站台 | 右侧 | | |
| 剩余段 | 洪泰庄 | 46916 | 1681 | 不適用 | 丰台区 | 2023年12月30日 | 地下岛式站台 | 左侧 | | |
| 剩余段 | 宛平城 | 48629 | 1713 | 不適用 | 丰台区 | 2023年12月30日 | 地下岛式站台 | 左侧 | | |
| 注释   | 1 斜体标示的车站尚未启用。 2 斜体标示的换乘尚未启用。 虚 持公共交通卡或使用北京公交APP的乘客在出站后30分钟内换乘可享受连续计费。持单程票的乘客，需要出站后重新购票。 | 1 斜体标示的车站尚未启用。 2 斜体标示的换乘尚未启用。 虚 持公共交通卡或使用北京公交APP的乘客在出站后30分钟内换乘可享受连续计费。持单程票的乘客，需要出站后重新购票。 | 1 斜体标示的车站尚未启用。 2 斜体标示的换乘尚未启用。 虚 持公共交通卡或使用北京公交APP的乘客在出站后30分钟内换乘可享受连续计费。持单程票的乘客，需要出站后重新购票。 | 1 斜体标示的车站尚未启用。 2 斜体标示的换乘尚未启用。 虚 持公共交通卡或使用北京公交APP的乘客在出站后30分钟内换乘可享受连续计费。持单程票的乘客，需要出站后重新购票。 | 1 斜体标示的车站尚未启用。 2 斜体标示的换乘尚未启用。 虚 持公共交通卡或使用北京公交APP的乘客在出站后30分钟内换乘可享受连续计费。持单程票的乘客，需要出站后重新购票。 | 1 斜体标示的车站尚未启用。 2 斜体标示的换乘尚未启用。 虚 持公共交通卡或使用北京公交APP的乘客在出站后30分钟内换乘可享受连续计费。持单程票的乘客，需要出站后重新购票。 | 1 斜体标示的车站尚未启用。 2 斜体标示的换乘尚未启用。 虚 持公共交通卡或使用北京公交APP的乘客在出站后30分钟内换乘可享受连续计费。持单程票的乘客，需要出站后重新购票。 | 1 斜体标示的车站尚未启用。 2 斜体标示的换乘尚未启用。 虚 持公共交通卡或使用北京公交APP的乘客在出站后30分钟内换乘可享受连续计费。持单程票的乘客，需要出站后重新购票。 | 1 斜体标示的车站尚未启用。 2 斜体标示的换乘尚未启用。 虚 持公共交通卡或使用北京公交APP的乘客在出站后30分钟内换乘可享受连续计费。持单程票的乘客，需要出站后重新购票。 | 1 斜体标示的车站尚未启用。 2 斜体标示的换乘尚未启用。 虚 持公共交通卡或使用北京公交APP的乘客在出站后30分钟内换乘可享受连续计费。持单程票的乘客，需要出站后重新购票。 |

## 车辆

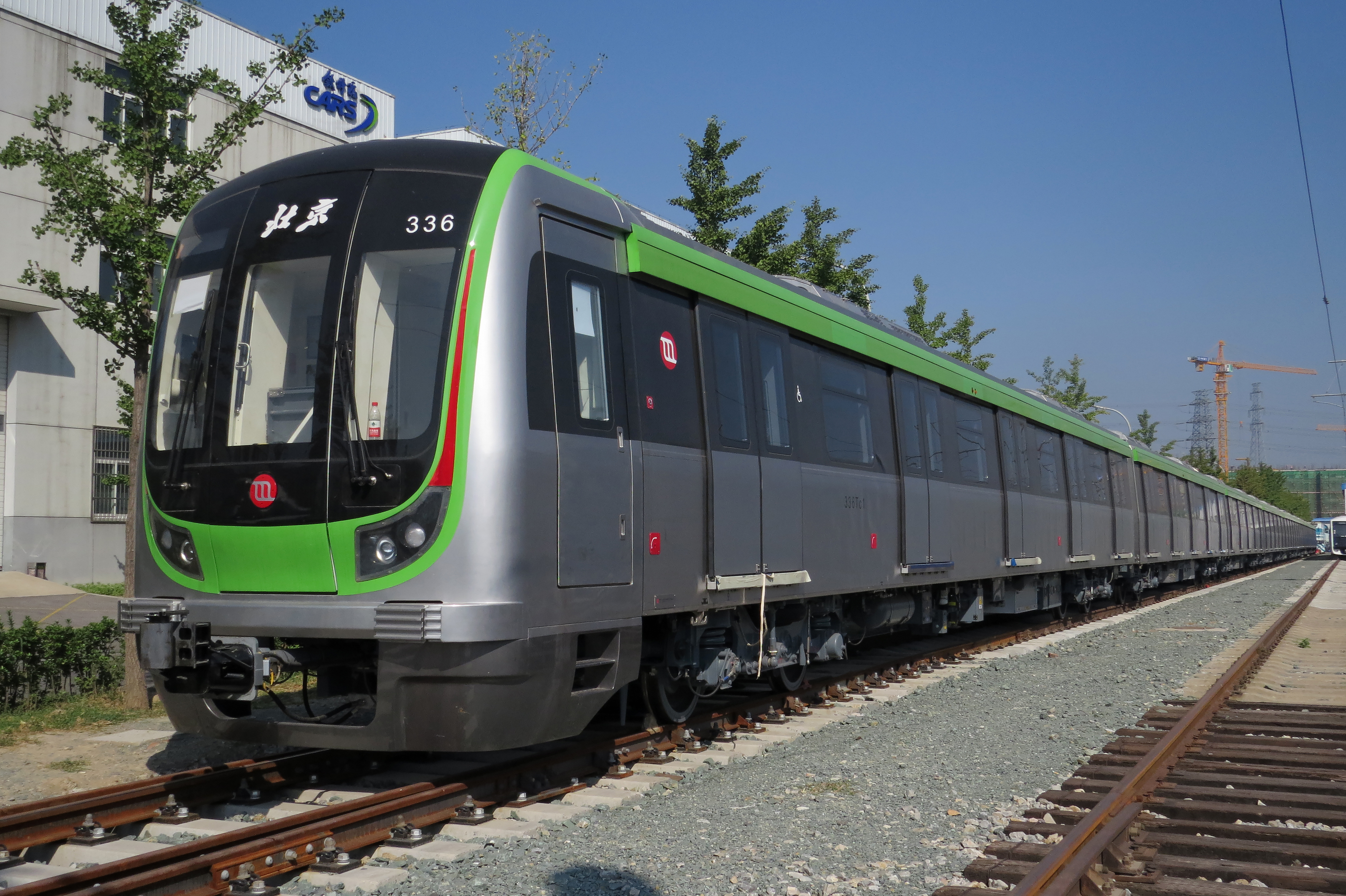
中车青岛四方制造的16号线SFM40型336号车组在环行铁道试验基地内（2016年9月）

北京地铁16号线采用8辆编组A型列车，这些车辆分别由长春轨道客车和青岛四方机车车辆股份有限公司制造，其中35组（280辆）由长客制造，29组（232辆）由四方制造。列车采用不锈钢车体，最高运行时速80km/h，动拖比为6动2拖。

### 编组

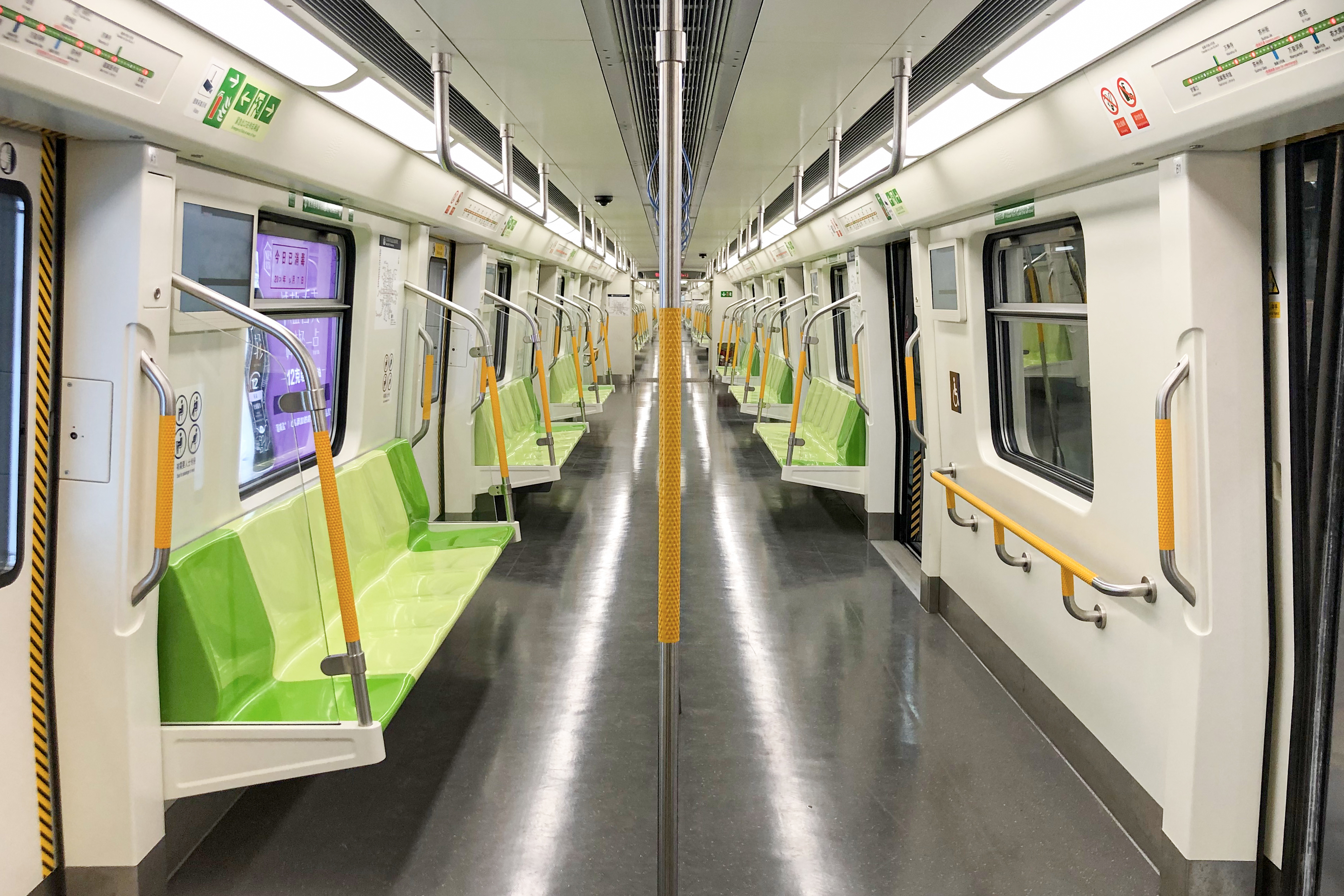
北京地铁16号线SFM40型列车内部（2021年4月）

|          | DKZ93 / SFM40 ←北安河方向宛平城方向→ |                      |           |                      |           |           |                      |                          |
| 车厢编号 | 1                                    | 2                    | 3         | 4                    | 5         | 6         | 7                    | 8                        |
| 车辆形式 | Tc1 控制车（駕駛室拖卡）             | Mp1 带受电弓的动力车 | M1 动力车 | Mp3 带受电弓的动力车 | M3 动力车 | M2 动力车 | Mp2 带受电弓的动力车 | Tc2 控制车（駕駛室拖卡） |